# Сас-Яворський Єжи
Сас-Яворський Єжи (пол. Jerzy Sas Jaworski) (5 січня 1920, Володимир-Волинський – 25 грудня 2008) – кавалер ордену Virtuti Militari.
Навчався у школі в Замості, Школі підхорунжих кавалерії у Грудзьондзі.
На початку Другої світової війни призваний до 22 полку Уланів Підкарпатських Війська Польського. Брав участь у боях над Бзурою та в обороні Варшави. Під час нацистської окупації діяв у складі Армії Крайової. 
1944 р. вступив до лав Війська Польського, з яким пройшов до Берліна.За військові заслуги відзначений орденом Virtuti Militari.
Після розпуску кавалерії в польській армії (1947), він працював на кінних заводах, зокрема, в Козєніце був директором в 1954-1991 рр. Активно працював з Федерацією кінного спорту Польщі. У 2000 році Президентом Польщі нагороджений Орденом Відродження Польщі.
Похований на цвинтарі Stare Powązki.